# Route nationale 141b
La route nationale 141B, ou RN 141B, est une ancienne route nationale française reliant Pontgibaud à la Baraque (commune d’Orcines). Il s’agit d’une antenne de la route nationale 141.
À la suite de la réforme de 1972, elle a été déclassée en RD 941B ; cette section a été renumérotée RD 941 en 2006.

## Historique
La RN 141B est un embranchement de la RN 141 offrant un itinéraire plus court que celui de la nationale principale (21 km contre 28). Jusqu'en 1842, la RN 141 empruntait ainsi l'itinéraire par La Fontaine du Berger.
Cette route a été classée dans les années 1930 à partir du chemin de grande communication G.C. no 17 qui reliait Pontaumur à Orcines, et dont le tronçon de Pontaumur à La Goutelle est devenu la D 217.
La réforme de 1972 entraîne le déclassement de cette section avec effet au 1er janvier 1974 ; elle devient la D 941B.
En 2006, en même temps que la deuxième réforme de la numérotation des routes nationales, la D 941 change d'itinéraire afin de « rationaliser la numérotation de l'itinéraire Clermont-Ferrand – Limoges ». Le tronçon de Clermont-Ferrand à Pontgibaud via Orcines devient la D 941, l'autre tracé passant par Saint-Ours est renuméroté D 943.

## Tracé
- Pontgibaud
- Les Maisons Rouges, commune de Saint-Ours
- Col des Goules
- La Fontaine du Berger, commune d'Orcines
- Chez Vasson, commune d'Orcines
- La Baraque, commune d'Orcines

### Intersections

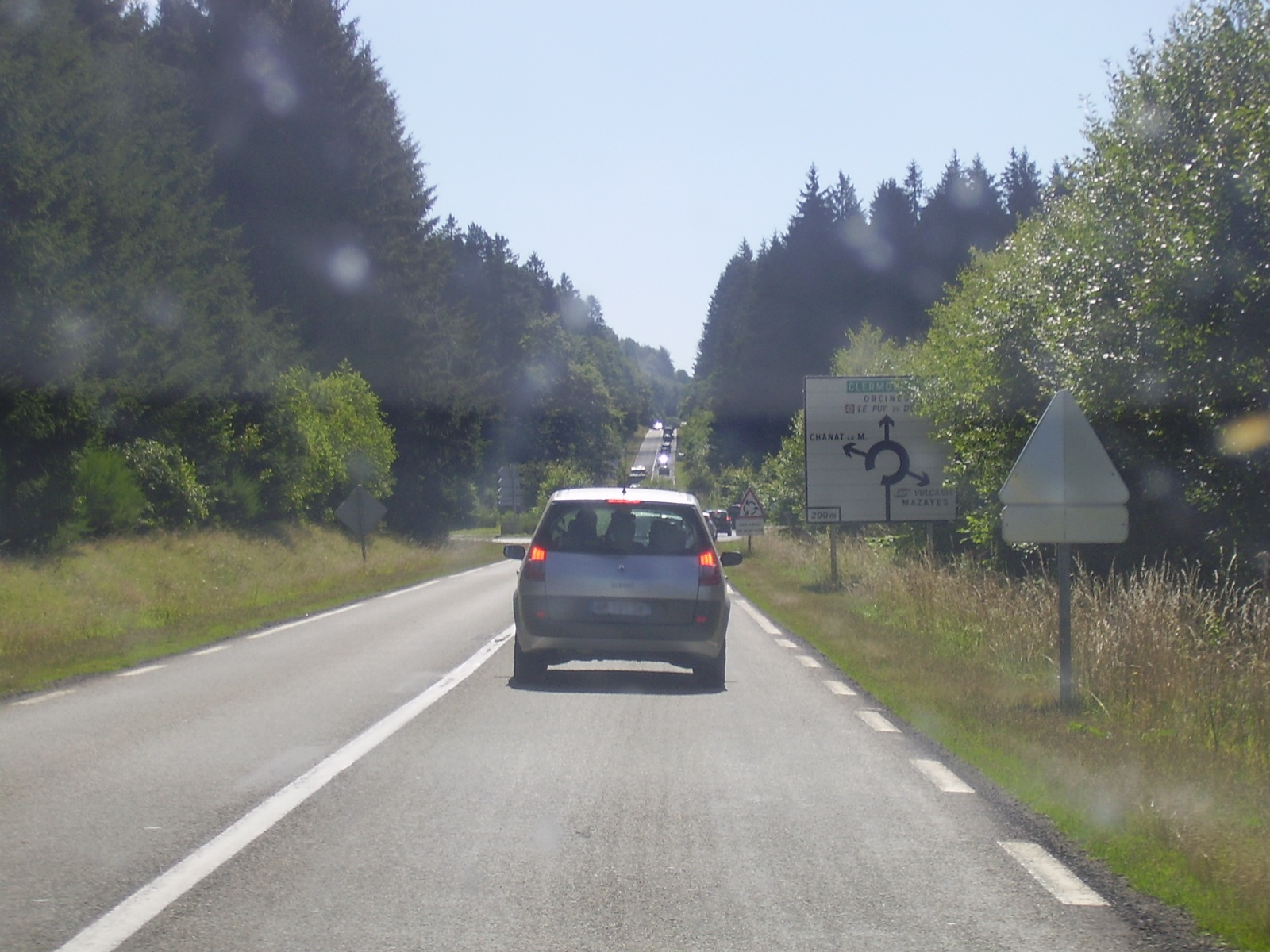
Peu avant l'intersection avec la RD 559 (carrefour giratoire), en direction de Clermont-Ferrand, en 2010.

- La RD 943 (anciennement RD 941) : Pontaumur, Saint-Ours, Le Vauriat, Volvic, Riom ;
- La RD 62 à la Courteix et aux Maisons Rouges (carrefour giratoire depuis 2007) : Saint-Ours, Chapdes-Beaufort ;
- La RD 559 : Mazaye à 10 km, Vulcania ; Ternant, Chanat-la-Mouteyre ;
- La RD 773 : Ternant ;
- La RD 90.

## Sites remarquables
- Chaîne des Puys, dont le sommet du Puy de Dôme.
- Vulcania.
- Volcan de Lemptégy.

## Lieux sensibles
- Traversée d’Orcines : forte pente